# 等々力陸上競技場
等々力陸上競技場（とどろきりくじょうきょうぎじょう）は、神奈川県川崎市中原区の等々力緑地内にある陸上競技場兼球技場。川崎市に本社を置き、川崎フロンターレのオフィシャルスポンサーでもある富士通が命名権を取得し、2024年2月1日から「Uvanceとどろきスタジアム by Fujitsu」（ユーバンス ～ バイ ふじつう、略称：U等々力）の名称が使用されている（詳細は後述）。
施設は川崎市が所有し、2023年度から東急や富士通をはじめとする企業グループ「Todoroki Park and Link」が設立した特定目的会社（SPC）である川崎とどろきパーク株式会社が指定管理者として運営管理を行っている。

## 概要
日本プロサッカーリーグ（Jリーグ）などのサッカー大会、日本陸上競技選手権大会などの陸上競技大会などが開催されているほか、川崎市民への個人利用開放も行われている。2023年には、初めてプロラグビージャパンラグビーリーグワンの東芝ブレイブルーパス東京主催試合が開催された。

## 施設
日本陸上競技連盟第1種公認陸上競技場で、収容人員は27,495人（Jリーグへの届出上は26,827人）。2007年の改修時までは日本陸連第2種公認だったが、2008年の第92回日本陸上競技選手権大会の会場決定を受け、川崎市が10億円を超える予算で改修工事を行い、補助陸上競技場を400 mの全天候舗装トラックに改修した上で、日本陸上競技連盟の第1種公認競技場として再認証を受けた。その後仮設スタンドの設置や補助競技場が一時4種指定となるなど2013 - 2015年および2018 - 2021年の期間は第1種公認から外れていた。施設面積は 35,048 m2。
メインの陸上競技場は400 m×8レーンの陸上トラックと天然芝のフィールドを有している。2階席の下には室内用走路もある。
バリアフリー設備としては、正面入口のスロープ、メインスタンド端のエレベータ、多目的対応トイレなどの整備が行われ、メインスタンドやバックスタンドの1階通路前などに車いす用の観戦スペースが確保されている。ただし、階段を使わないと上がれないバックスタンド2階席はバリアフリー非対応であるほか、トイレや売店が無い。2015年3月の改修では新メインスタンドのトイレに一方通行の動線を作るなどの工夫がなされた。15分の間に全員が観客席まで戻れることを目標として設計された。
2005年12月3日の2005年J1最終節で、フロンターレを下したガンバ大阪が初のJ1優勝を果たした。この試合、試合終了間際にアラウージョがゴールを決めた際、ガンバのサポーター数十人がゴール裏（サイドスタンド）1階席から陸上トラックに侵入してアラウージョと抱き合って喜んだため、以後のフロンターレの試合ではバックスタンドや両サイドスタンドの前に可動式の柵が置かれるようになった。
最多入場者数記録は、長らく2005年3月12日のフロンターレ対浦和レッズ戦の24,332人だったが、10年後の2015年4月12日のフロンターレ対レッズ戦で24,992人、その翌年2016年4月24日のフロンターレ対レッズ戦で25,450人を動員し、2年続けて同じカードで最多観客動員数を更新し、同年6月25日のフロンターレ対大宮アルディージャ戦は鹿島アントラーズの勝敗結果でフロンターレのファーストステージ優勝が決まる一戦ということもあり、過去最高の最多観客動員数の26,612人を記録した。
2012年から大規模改修が行われているが、2021年に川崎市がメインの競技場の陸上トラックを廃止し球技専用の競技場に、現在の補助競技場（3種）は2種相当の陸上競技場に改築する計画を発表している（後述）。

## 利用状況

### サッカー競技場として

#### 読売サッカークラブ／ヴェルディ川崎（移転）
等々力陸上競技場の建設は1965年に発足した日本サッカーリーグ（JSL）の創生期に重なり、同競技場はJSLの公式戦会場としてしばしば利用された。特に、東京都稲城市と川崎市多摩区にまたがるよみうりランドを練習拠点として1969年に設立された読売サッカークラブは東京都内の国立霞ヶ丘競技場や国立西が丘サッカー場等を中心にしつつ、等々力でもホームゲームを開催した。1983年の第19回JSLでは、11月27日に行われた1部リーグ最終節で読売クラブが初優勝を飾った。
1993年の日本プロサッカーリーグ（Jリーグ）発足時には、読売クラブが改名したヴェルディ川崎がホームスタジアムとして使用したが、等々力陸上競技場の観客収容数は約1万人弱で、従来のJSLから激増した観客数への対応は全く不十分だった。また、ピッチに敷設された天然芝の剥がれや枯れを隠すため、緑色に塗装した砂をピッチに散布した。鹿島アントラーズのJリーグ参加を実現するために新築された茨城県立カシマサッカースタジアムを除けば、当時のJリーグの各本拠地スタジアムの整備状況は大差はなかったが、人気チームであったヴェルディのチケットは入手困難な「プラチナチケット」となり、地上波での全国テレビ中継も多かったヴェルディ戦を通じて等々力の貧弱さが知れ渡った。
さらにヴェルディはJリーグ発足前から東京都への移転を希望していたが、Jリーグの基準に合うスタジアムがないという理由で川崎市（等々力）を本拠地としたという事情もあって、ヴェルディ側は東京都内への移転強行、さらには親会社である読売新聞社の渡邉恒雄社長がJリーグ脱退・新リーグ設立をも主張するほど強硬な姿勢だった。その圧力もあり、川崎市は1994年から1995年にかけて観客席の改築（2万5000人収容へ拡大）、大型映像装置の設置を行い、引き留めに動いた（「歴史」節を参照）。
ただし、ヴェルディはこの年まで3年連続出場したチャンピオンシップでの主催試合をいずれも東京都内の国立霞ヶ丘競技場陸上競技場で開催した。この頃からヴェルディの観客動員数が減少に転じ、渡邉が年間20億円を超える赤字を理由とした読売新聞社の経営撤退、それに伴う予算縮小と人気選手の退団、そして成績悪化という悪循環が続いて、ヴェルディ戦でのスタジアムは空席が目立つようになった。なお、1996年には鹿島アントラーズが11月9日のリーグ最終節（30節）に等々力でヴェルディに0-5で大敗したが、2位だった横浜フリューゲルスが敗れたため、この競技場でリーグ戦の年間初優勝を決めた。
読売新聞が撤退した1999年、経営の立て直しを図るヴェルディは再び東京都内への移転構想を発表した。同年発足のJ2リーグにフロンターレが参加し、川崎市の支援対象はこちらに移行したこともあり、今回は移転が実現した。フロンターレがJ1に昇格した2000年シーズンでの「川崎ダービー」（後述）開催を経て、2001年からはヴェルディが東京都へホームタウンを移転し当競技場からは撤退、調布市に新造された東京スタジアム（2003年より「味の素スタジアム」の呼称を利用）を本拠地とする「東京ヴェルディ1969」となった。川崎市はヴェルディの移転を容認した一方、今後の等々力陸上競技場でのヴェルディ主催試合開催を拒否することになった。その後、ヴェルディとフロンターレは2005年と2008年と2024年ともにJ1リーグで戦い、ヴェルディは両年のリーグ戦3試合、および2005年のヤマザキナビスコカップの1試合、計3試合で、アウェイチームとして等々力でフロンターレと対戦している。
ただし、株式会社よみうりランドの完全子会社である株式会社よみうりサポートアンドサービスはその後も等々力陸上競技場の芝生管理を受託し、2011年にはJリーグのベストピッチ賞を受賞して（後述）、過去の悪評を払拭した。

#### 川崎フロンターレ
1997年に川崎フロンターレが当時はジャパンフットボールリーグ（旧JFL）1部の富士通サッカー部を母体にしたプロクラブチームとして発足し、等々力をホームタウンとした。富士通は競技場の最寄り駅である武蔵中原駅前の川崎工場が創業地かつ現在の本店登記地で、川崎の地元企業という性格を持っていたが、プロ化の前段階として1996年に「富士通川崎フットボールクラブ」と改称するまで等々力以外でのホームゲーム開催が多く、市内での宣伝活動はプロ化と共に始められた。
フロンターレは2000年にJ1に昇格し、既に翌年からの東京移転を発表していたヴェルディとの公式戦4試合が全て等々力で開催された（川崎ダービー）。リーグ戦はヴェルディの1勝1分、ナビスコカップ準々決勝はフロンターレの1勝1分。
なお、フロンターレは2001年からJ2に降格し、2001年からヴェルディが東京都へホームタウンを移転したため、川崎ダービーは2000年が最後となった。また、フロンターレが2005年にJ1へ昇格するまで当競技場でJ1の試合は開催されなかった。その2005年にはJ1リーグ最終節（第34節）でフロンターレがガンバ大阪に2-4で敗れ、ガンバの初優勝を許した（乱入については前記）。
フロンターレは川崎市と等々力競技場を重視する姿勢を続けたが、1年でのJ2降格もあって観客増加のペースは当初は鈍かった。しかし、2005年のJ1復帰後は2006年・2008年・2009年の3度リーグ戦で2位に入り、2013年にはレッズに続いてリーグ2位の65得点を誇る攻撃陣の頑張りで終盤8試合で7勝を挙げ3位になったため、2007年・2009年・2010年・2014年は等々力でAFCチャンピオンズリーグ（ACL）の試合も実施された。チーム成績の上昇と共に観客動員も増加し、1試合で2万人以上の動員をたびたび記録するようになっている。また2008年には署名運動を受けた川崎市による再整備計画が示された（「施設整備計画」の節を参照）。
2016年、J1リーグ年間勝ち点第2位で、チャンピオンシップ出場権を獲得し、準決勝で同3位（第1ステージ優勝）の鹿島アントラーズを迎えたが、0-1で初戦敗退を喫した。
そして、2017年12月2日にはホーム等々力でのリーグ最終節でJ1での初優勝を決めた。

#### その他
- 全国高等学校サッカー選手権大会（高校サッカー選手権）の全国大会1-3回戦や神奈川県予選の準決勝などが開催されている。高校サッカー選手権は年末年始に行われるため、管理者である中部公園事務所は休業しているが、陸上競技場のみは開放されている。
- 東芝サッカー部（現・北海道コンサドーレ札幌）も1995年まで当競技場を本拠としてジャパンフットボールリーグ（旧JFL）を戦っていた。移転前に札幌市からの本拠オファーの依頼があり、それを受けて1996年に札幌市に移転しコンサドーレ札幌となった。
- 早稲田大学ア式蹴球部と慶應義塾体育会ソッカー部の間で毎年1回行われる早慶サッカー定期戦は、2014年から同陸上競技場での開催が続いている。
- 2015年12月、第37回皇后杯全日本女子サッカー選手権大会の準決勝・決勝が開催された。12月27日に行われた同大会の決勝ではINAC神戸レオネッサがアルビレックス新潟レディースに1-0で勝利し、現役生活の最終戦を自らの決勝ゴールによるタイトル獲得で飾った澤穂希は試合後にチームメイトから胴上げされた[13]。
- 2017年10月20日、J2第38節・横浜FCvsFC町田ゼルビアが開催された[14]。

### 陸上競技場として
陸上競技場としては、全日本中学校陸上競技選手権大会や全国高等学校総合体育大会陸上競技大会等の競技会や記録会などで使用されている。予定のない平日の日中などは市民への個人開放も実施されている。
2008年の第92回日本陸上競技選手権大会を開催し、更にセイコースーパー陸上競技会を開催した。日本選手権は同年の北京オリンピックへの国内選考会、スーパー陸上はその北京オリンピックで銅メダルを獲得した朝原宣治の引退試合として注目を集め、朝原の引退セレモニーでは同オリンピックで3つの金メダルを獲得したウサイン・ボルトが登場した。同大会は2010年まで毎年9月に等々力で開催された後、2011年に「セイコーゴールデングランプリ川崎」と改変され、開催時期を5月に変更した上で、日本国内で唯一国際陸上競技連盟(IAAF)が公認するIAAFワールドチャレンジミーティングスに含まれる大会として開催される事になった。

### アメリカンフットボール競技場として
2007年にはアメリカンフットボール・ワールドカップ第3回川崎大会の開幕戦と決勝戦が行われた。日本は過去2回のワールドカップで連覇を果たしていたが、この大会では決勝戦でアメリカにタイブレークの末、敗れた。
川崎にはアメリカンフットボール・Xリーグのチーム富士通フロンティアーズとアサヒビールシルバースターが本拠地を構えており、通常は川崎区の川崎富士見球技場（富士通スタジアム、旧川崎球場）で試合を行っているものの、2012年は等々力で開催した。ピッチの広さが120ヤードに満たないため、45ヤードハーフ+エンドラインの110ヤードで試合を行った。

### ラグビーユニオン競技場として
開場以来長らくラグビーユニオンの試合は設定されていなかったが、2023年にジャパンラグビーリーグワンの東芝ブレイブルーパス東京 (BL東京)vs静岡ブルーレヴズ (静岡BR)の試合が行われる予定である。BL東京は東京都府中市の(株)東芝府中事業所に本拠を構えホストタウンを府中市のほか調布市および三鷹市としていたが、2022年11月25日に川崎市および市ラグビーフットボール協会と、ラグビーを通じたスポーツ振興等の協定締結を行っている。

### ライブ会場として
現在まで、観客を入れたライブ会場として使用されたことはないが、川崎市出身のバンド・SHISHAMOが当競技場でスタジアムライブを計画したことがあるほか、PV撮影等を行ったことがある。
- 2018年には初のスタジアムワンマンライブとして当競技場を会場に選定し、2018年7月28日に「SHISHAMO NO 夏MATSURI!!! 〜ただいま川崎2018〜」として開催予定だったが、本番当日の台風12号接近のため中止された[17]。
- 2019年5月17日に行われたJ1リーグ第12節・川崎フロンターレvs名古屋グランパスのハーフタイムショーとしてSHISHAMOの4thアルバム『SHISHAMO 4』のラストナンバー「明日も」[注 7]をスタジアム内での生演奏で披露[20]。翌18日には、ロッテアイス「爽」のCM撮影として、事前に募集した「全力合奏部」と称した高校生エキストラ約1000人、及び広瀬すずとの共演で同競技場で9thシングルのCM曲「OH!」を披露した[21]。
- 2020年8月9日には、『SHISHAMO NO 夏MATSURI!!! 〜おまたせ川崎2020〜』と題して2年越しで等々力競技場でのライブを実施すると発表していたが、同年の初めから懸念され始めた新型コロナウィルス感染症 (COVID-19) 感染拡大の影響を考慮し、半年前の同年1月28日に公式サイト上で公演中止を発表した[22]。

## 歴史
1941年の内務省の等々力緑地の都市計画に基づき、整備中の等々力緑地内に1964年より陸上競技場の建設が開始され、1966年より供用を開始した。メインスタンドに観客席が配置され、バックスタンドとサイドスタンドは芝生が貼られた。等々力緑地の整備の進展に合わせ、1968年に競技場の外周道路が整備され、1969年に競技場前広場が整備された。
当初より多目的競技場として、陸上競技の他に、トラック内の芝生コートでサッカー、ラグビー、アメリカンフットボールといった球技場としても活用された。
1981年にはメインスタンドの一部に屋根が設けられると共に、サッカー・ラグビー兼用のスコアボードが設置された。
1993年よりヴェルディ川崎が当競技場を本拠地としたため（前述）収容客数拡大のための改築が行われた。1994年秋にサイドスタンドを立見に、バックスタンドを屋根付きの二層スタンドに改築し、1万6000人収容となった。1995年にゴール裏を屋根付きの二層式に改築して2万5000人収容となった。また、オーロラビジョンを北側サイドスタンド、得点掲示が出来る電光掲示板を南側サイドスタンドにそれぞれ設置した。日本リーグ、及びJリーグ開始当初は第3・4コーナー付近の北側サイドスタンドに磁気反転（チーム名表示は手書きパネル）スコアボードがあったが、改修で取り壊され1995年の仮オープン時はトラックに仮設の電光得点盤（これもチーム名表示は手書きパネル）を設置した。
川崎市が2002 FIFAワールドカップのサッカークロアチア代表のキャンプ誘致を目指し、芝生の全面張り替えやスタンドの一部改修などを実施したが（このため、等々力は2001年10月から翌年2月まで閉鎖された）、結局キャンプ誘致には失敗した。その後、トヨタカップやFIFAクラブワールドカップに出場するクラブの練習場としても使用された。2011年度のJリーグアウォーズでは、初めてベストピッチ賞を受賞した。
また、2020年に行われる予定だった東京オリンピックおよび東京パラリンピックについて、川崎市は横浜市や慶應義塾大学と協力して2016年2月8日に覚書、2017年3月21日に協定を英国（イギリス）オリンピック委員会（BOA）および同国パラリンピック委員会との間で交わし、2019年4月24日には川崎市とBOAが正式な利用契約を結んで、2020年7月から9月にかけてオリンピックのイギリス選手団「Team GB」の陸上競技・サッカー・7人制ラグビー各チーム、およびパラリンピックのイギリス選手団の陸上競技チームが等々力陸上競技場を使用することになった。両大会はCOVID-19感染問題により2021年に延期されたが、川崎市とイギリスオリンピック委員会は予定をそのまま1年ずらして同年7月8日から8月5日まで使用する事で合意し、契約改訂を行った事を川崎市が2020年7月7日に発表した。

## 施設整備計画

### 全体計画の策定
当競技場はヴェルディが本拠地としていた1994年から1995年にかけてに行われたサイドスタンド・バックスタンドの改築以後は大きな改修が行われていなかったが、2008年に川崎市が『等々力緑地再編整備検討委員会』を設け、等々力緑地全体の施設再編整備の検討に着手すると、川崎フロンターレはサポーター有志らと「等々力陸上競技場の全面改修を推進する会」を発足させ、22万1216人の署名を集め当競技場の施設改修を要望。阿部孝夫が2009年に行われた川崎市長選挙で「等々力陸上競技場の全面改修」を公約に掲げたこともあり、サッカー専用スタジアムを新設する案なども含めて15回に渡る検討委員会で改修案が検討された結果、当競技場について「現位置で（陸上競技場として）3万5千人収容規模へ全面改築する」方針がまとめられ、川崎市の新総合計画『川崎再生フロンティアプラン』の第3期計画に明記された。
この時点での具体的な改修計画としては、次のようなものであった。
1. 2012年シーズン終了後、メインスタンドの全面改築に着手し、2015年シーズン開幕までに完成させる（第一期整備）。
2. 隣接する等々力球場（硬式野球場）の全面改築に合わせて事業評価を実施し[注 13]、サイドスタンド・バックスタンドの改修方針を決定する。
3. 2017年シーズンオフ以降にサイドスタンド・バックスタンドの改修（全面改築又は部分改築）に着手する（第二期整備）。

### 第一期整備（2012年-2015年）

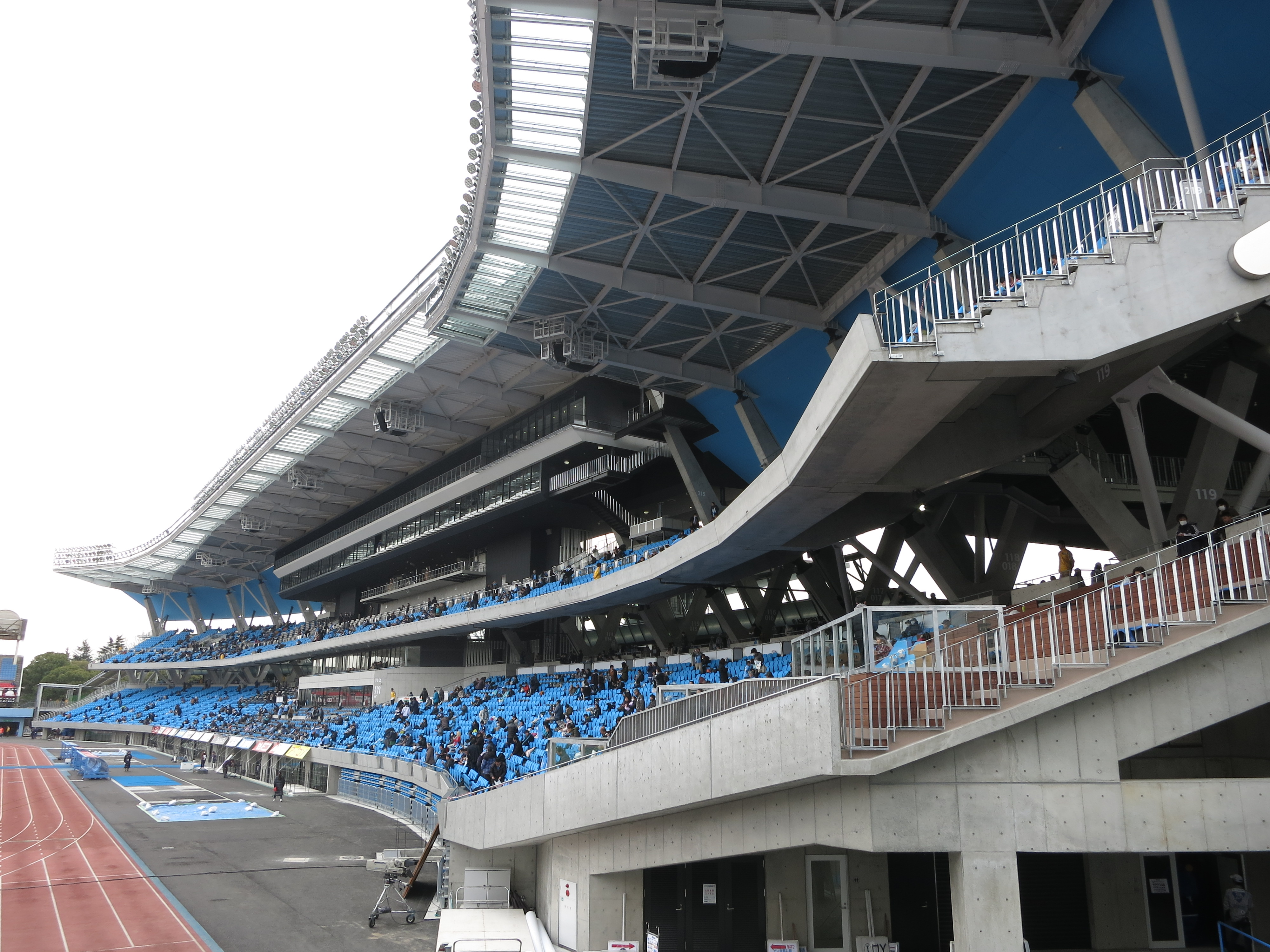
新メインスタンド全景

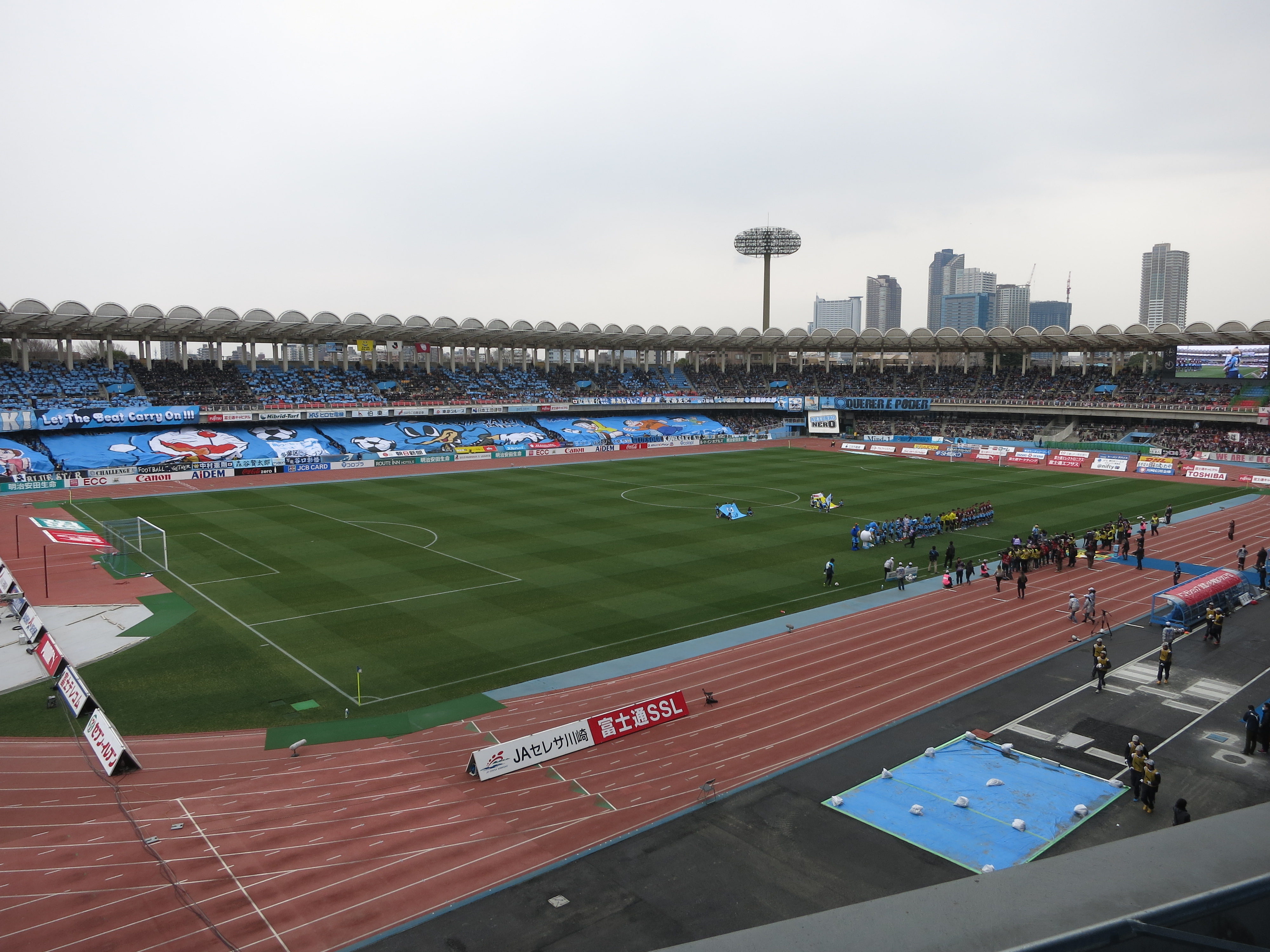
メインスタンドから見るピッチ

第一期整備は、3400人収容のメインスタンド（3階建て）を全面改築して6階建てのメインスタンドを構築するというもので、2年半の工期により実施された。この間（2013年・2014年シーズン）もフロンターレの試合や陸上競技会を行えるようにするため、2012年12月から2013年3月末にかけて、メインスタンドと陸上トラックの間に仮設メインスタンドが設置された。仮設メインスタンドでの運営期間中、フロンターレホームゲームの場合、約2500席の減少となり、走り幅跳び走路の上に仮設メインスタンドを構築したため 一時的に日本陸連第一種公認の要件を満たさなくなった（この期間第三種に格下げ）。
設計にあたっては、Jリーグ各会場のスタンドやスロープの角度が測定され、さらに1998 FIFAワールドカップ決勝会場のスタッド・ド・フランスやVfLヴォルフスブルクの本拠地・フォルクスワーゲン・アレーナ、さらにはプロ野球・広島東洋カープの本拠地MAZDA Zoom-Zoom スタジアム広島が参考にされた。新たなメインスタンドはフィールド部分を約110cm掘り下げることでフィールドレベルに近づけ、高齢者や子供連れの家族に配慮して下層部は傾斜を緩やかに設計され、さらに子供をステージで遊ばせられるファミリーシートや、2人1組のペアシートなどJリーグ初の席種が採用された。一方、上層部は前方にせり出した上で徐々に傾斜が急になるように設計されており、完成したメインスタンドを見た中村憲剛は「カンプ・ノウみたい」と呟き、川崎フロンターレ関係者は「あり得ない光景」と驚嘆した。
この改修により、実勢収容人員（Jリーグ公式届出）は26,530人（メイン7,281人、バック・ゴール裏19,249人） となった。当初はメインスタンドを1万人規模で改修することが予定されていた が、観客の利便性に配慮して縦通路を増やし、かつ座席も全席跳ね上げ式とした上でカップルホルダー・ひじ掛け・背もたれを設置するなど快適性に配慮した 結果、7200席規模の収容人員にとどめている。
第一期改修では、大型映像装置の更新も行われ、ホーム（北）側の従来のビジョン（三菱電機製オーロラビジョン）に加え、これまで得点掲示のみ表示していたアウェー（南）側スタンドにもビジョン（富士通フロンテック製）が設置されることになった。
照明設備についても一部変更がなされ、メインスタンドはこれまでの鉄塔式2基が撤去される代わりに、メインスタンドに新設される屋根にインサートする形で、LED方式のものを、Jリーグ開催スタジアムとして初めて設置した。
この他、メインスタンドとバックスタンド（サイド部分）が途切れた部分、スタジアム全体の南西側に高さ9mの防風壁を設置し、直線を走ってゴールに向かう選手や跳躍を行う選手への向かい風を弱めようとした。
なお当初は、トラックのレーンをレンガ色からフロンターレのチームカラーの青色に変更する予定であったが、日本陸上競技連盟から「この大会が出場選手選考会となる北京オリンピックと同じ、選手の慣れ親しんだ色にしてほしい」と要請を受け、この時の計画は一旦断念された が、2019年に第1種公認陸上競技場復帰へ向けたトラックの舗装改修工事にて、川崎フロンターレからの要望を受け入れてブルートラックへ変更する工事を行い、同3月に改修が完了した（後述）。

### ACL等に向けた小規模改修
サイドスタンド・バックスタンドについては、当初は上記のとおり第二期改修の時に整備する予定になっていたが、AFCチャンピオンズリーグ（ACL）にフロンターレが出場した場合、アジアサッカー連盟 (AFC) の取り決めで「AFC主催の国際公式戦に出場するクラブのスタジアムの観客席は、背もたれが30cm以上あること」「ACLの場合は5000席以上、AFCカップの場合は3000席以上の背もたれ付椅子が必要。立見・芝生席は使用不可」が2017年から厳格化されることになっており、現在のスタジアムではバックスタンド、及びゴール裏スタンドの1階席の10402人分の背もたれが設けられておらず、このままでは使用不可となる可能性が高くなるため、同市長・福田紀彦は2016年10月17日の定例記者会見で2階席の背もたれ付の座席1243席と、1階席のバックスタンドの一部の背もたれなしの椅子席を交換して、改修費約1000万円程度で改修する意向を決定し、12月上旬から着工、2017年1月末までに終了することを目指している。福田は「第2期改修との二重投資にならないように、必要最低限の予算でご理解いただけるのでは」としている。
このため、2017年度のシーズンシート販売に際して、ACL進出が決まった場合は、バックスタンドホームA自由席・およびバックスタンド車いす席の大半が使用できなくなることによりシーズンシートの販売可能席数が2016年度のシーズンシートの販売実績を下回ることになるため、この箇所に関してはシーズンシートの観戦対象から外す処置をとることにし、代わってカップ戦（ACLまたはJリーグYBCルヴァンカップ）のグループステージで使用することができる全席共通の500円割引優待券を付けることにした（なおシーズンシートはACL及びJリーグYBCルヴァンカップのノックアウトステージ、並びに天皇杯全日本サッカー選手権大会については元々から対象とはしていないが、購入特典として天皇杯を除くカップ戦対象の先行入場券、及びSSS、メインSS指定席、バックSS指定席のチケット購入者を対象とした当該席種と同じ座席の入場券の購入権利が与えられている）。
その後、AFCに対し、今回の一部座席交換工事と第二期改修の計画が進行中であることを踏まえ、今回の工事個所以外の座席の使用について認めてもらうよう交渉した結果、2017年度のACLに関しては、バックスタンド1階席全体の使用が認められることになった。これは2018年と2019年のACLでも同様となった。
また、2019年3月にはイギリスのオリンピック・パラリンピック選手団受け入れ（前記）に備え、日本陸連の第1種公認を再取得するための関連工事が完成した。陸連の新規定に応じてトラック走路の幅を変更し、7人制ラグビーの練習に備えたラグビーポストの設置も行われた。一方、フロンターレの要望もあり、2008年の改修では断念したトラックの青色化も実施された。

### 第二期整備計画の見直し、球技場への改修へ
2017年5月末、川崎市は、Jリーグがスタジアム要件の基準変更を検討していることを念頭に、収容人員を35000人程度に増やすことを前提として「現状維持」「増改築」「全面改築」の3案を比較検討した結果、サイドスタンド・バックスタンドの1階席を改修、2階席はそのまま残したうえで、新たに3階席を設け、すべての観客席を個別背もたれ付きの屋根付きにする「増改築」案の採用を決定。併せて、吹き抜ける南風による陸上競技公認記録への影響を考慮した風対策や、バリアフリー対策も進めることとした。パブリックコメント実施後の2018年3月には整備計画が策定され、設計に向けた与条件の検討や民間活力の導入などが検討されることとなった。
しかし、民間資金等の活用による公共施設等の整備等の促進に関する法律（PFI法）に基づき2019年2月に東急が提出した等々力緑地のPFI事業等の実施に関する提案内容や、令和元年東日本台風で等々力緑地周辺が大規模な浸水被害を受けたことを踏まえた防災対策の充実の必要性を勘案して、川崎市は2020年8月に等々力緑地再編整備事業の推進に向けて、改めて『等々力緑地再編整備計画推進委員会』を設置し、利用者等との調整を行って等々力緑地再編整備実施計画の改定を行う方針を示した。委員会では5回の審議が行われ、当競技場についてはサイドスタンド・バックスタンドの増改築により西丸子小学校と隣接する公園緑地が狭隘化すること、緑地北側の民有地への日影規制の影響が懸念されることの課題が指摘され、さらに年間利用状況で45%がサッカー場としての利用である一方、第一種公認が必要な陸上競技大会の開催は数年に一回程度であること、川崎市陸上競技協会から日程調整の困難さを理由に「サッカー等の専用的施設と陸上競技場を分離すること」についての要望書が提出されたことを踏まえ、補助競技場との施設配置を「当競技場の改修（当初改修計画通り）」「当競技場の球技専用化＋補助競技場の第二種公認改修」「球技専用スタジアムの新設」の中から再検討した結果、総合評価として「当競技場の球技専用化＋補助競技場の第二種公認改修」が適当との見解が示され、2021年5月27日に「等々力緑地再編整備実施計画改定骨子（案）」が示された。具体的には、サイドスタンド・バックスタンドの改築にあたり陸上トラックを廃止し、天然芝フィールドに沿う形で新たにスタンドを新設して専用球技場化するというもので、陸上競技施設の機能は現在の補助競技場の陸上トラック周囲にメインスタンドとサイドスタンド及びバックスタンドを整備し収容人数5,000人以上（最大10,000人程度まで）の第2種相当の陸上競技場として改修する（補助競技場は改修に伴い9レーンへの拡張、雨天走路や障害物競走設備などの設置が行われ、補助競技場の機能は施設に隣接する位置に大会の規模を想定した適切な広さをウォーミングアップエリアとして確保することで対応）。
パブリックコメント実施後の2022年2月に再編実施計画を改定し、等々力緑地全体をPFI方式で再編・整備する入札を実施。唯一応募のあった東急を代表企業とするグループ「Todoroki Park and Link」（構成企業：東急、富士通、丸紅、オリックス、川崎フロンターレ、グローバル・インフラ・マネジメント、大成建設、フジタ、東急建設。協力企業：梓設計、東急設計コンサルタント、オオバ、東急コミュニティー、東急スポーツシステム、DeNA 川崎ブレイブサンダース）が落札者に決定した。これを受け、川崎市は2023年4月1日付けで、それまでの公益財団法人川崎市公園緑地協会による個別指定管理を終了し、等々力老人いこいの家を除く等々力緑地全体の指定管理者として「Todoroki Park and Link」が設立した特定目的会社 (SPC) 川崎とどろきパーク株式会社を指定した。

### 施設命名権の導入
川崎とどろきパークは等々力緑地内の施設に命名権の導入を決定。等々力陸上競技場については2024年1月に「Todoroki Park and Link」の一員である富士通と命名権契約を結び、同年2月より、富士通の社会問題解決ソリューション「Fujitsu Uvance」の名前を冠した「Uvanceとどろきスタジアム by Fujitsu」（ユーバンスとどろきスタジアム バイ ふじつう、通称：U等々力）の名称とすることが発表された。契約期間は原則2024年2月1日から2029年3月31日までの5年2か月だが、スタジアム改築に伴う解体を行う場合は工事開始前日までとしている。ただし、AFCチャンピオンズリーグエリートなど、クリーンスタジアム規定により命名権を使用できない大会が開催される場合は、正式名称である「等々力陸上競技場」の名を用いる。

## アクセス

### 鉄道
以下、特記なき記述は川崎フロンターレ公式サイトの「観戦ガイド」（外部リンク）による。所要時間はいずれも目安。
- JR南武線・横須賀線・湘南新宿ライン・東急東横線・目黒線 武蔵小杉駅北口より1.6 km、徒歩20分。
  - 横須賀線口（改札口）から北口までは連絡通路で徒歩5分程度かかる。
- JR南武線 武蔵中原駅より1.4 km、徒歩15分[58][59]
- 東急東横線・目黒線 新丸子駅より1.5 km、徒歩15分[58][59]

なお、東急大井町線 等々力駅はスタジアム所在地（神奈川県川崎市中原区等々力）とは多摩川を挟んだ対岸の東京都世田谷区等々力に所在する駅であり、アクセスには適さない。

### バス
以下、特記なき記述はフロンターレ公式サイト内の「観戦ガイド」（外部リンク）による。所要時間はいずれも目安。
- JR南武線・東急東横線・目黒線 武蔵小杉駅北口バスターミナルから
  - 東急バス2番のりばから 溝02・川31系統「溝の口駅」方面行で6分、「等々力グランド入口」下車徒歩5分
  - 川崎市バス1番のりばから 溝05系統「溝口駅」行または杉40系統「市民ミュージアム」「中原駅」行で6分、「市営等々力グランド入口」下車、徒歩5分[58][59]
    - フロンターレの公式戦開催時には武蔵小杉駅北口バスターミナルと緑地内の多目的広場の間に臨時直行バスが設定され、往路は試合開始3時間前（平日の試合時は2時間前）から、復路は試合終了後約30分間運行される。
- JR横須賀線・湘南新宿ライン 武蔵小杉駅横須賀線口バスターミナルから
  - 東急バス杉05系統（土曜・休日の日中のみ運行）「市民ミュージアム前」行で12分、「市営等々力グランド入口」または「市営等々力グランド前」下車、徒歩5分
  - フロンターレの公式戦開催時（2019年はJ1リーグ戦のみ）には横須賀線口バスターミナルとの間に臨時直行バスが設定され、往路は試合開始2時間前から「グランド入口」まで、復路は試合終了後に「グランド前」から運行
- JR南武線 武蔵中原駅から 杉40系統「とどろきアリーナ前経由小杉駅前」行きで5分、「市営等々力グランド入口」下車、徒歩5分
- 東急田園都市線・大井町線 溝の口駅・JR南武線 武蔵溝ノ口駅北口バスのりばから
  - 東急バス5番のりばから溝02・溝03系統「小杉駅前」行または川31系統「川崎駅ラゾーナ広場」行で20分、「等々力グランド入口」下車徒歩5分
  - 川崎市バス3番のりばから溝05系統「小杉駅」行で20分、「市営等々力グランド入口」下車、徒歩5分[58]
    - 上記のバスは東急田園都市線 高津駅からも乗車可能（「市営等々力グランド入口」まで12分）。

この他、川崎駅西口のラゾーナ広場バスターミナルからは上記の東急バス川31系統「溝の口駅」方面行や川33系統の「市民ミュージアム」行が「等々力グランド入口」を経由するが、フロンターレ公式サイトでは案内されていない。

### 道路交通
等々力緑地の南側の小杉十字路では国道409号（府中街道）と神奈川県道45号（中原街道）が交差する。
等々力緑地内には3ヶ所の駐車場があり、東駐車場（同158台）はバックスタンドのすぐ裏側、市民ミュージアム前駐車場（同323台）は道なりで約1km離れた場所、南駐車場（同71台）は互助会館とどろきの裏手に位置する。かつては正面入口に中央駐車場（収容可能乗用車数135台）があったが、等々力球場の再整備工事に伴い閉鎖され、代わりに東駐車場がフロンターレ戦開催時には関係者専用となっている。このように収容台数が減少傾向にあることから、フロンターレでは観客に自動車ではなく公共交通機関での来場を呼びかけている。なお、車椅子利用者向けならびにバスで来場の団体客向けの専用駐車場は事前予約制にて設定している。
タクシーは武蔵小杉駅北口からの利用が可能で、フロンターレの公式サイトでは競技場まで1000円前後、所要7分と紹介されている。なお、競技場のメインスタンド正面に面した2車線の市道は試合時に通行止めとなり、選手バスなどの限られた車両のみが進入できる。
自転車での来場には、2013シーズンよりフロンターレの試合開催時は等々力緑地内プール横に臨時駐輪場を設けている。緑地周辺は比較的平坦な地形で（一部に旧堤防の名残の坂がある）、多摩川の堤防上に整備された多摩川サイクリングロードなどを利用した長距離移動が可能である。なお、同ロードは同競技場をスタート・ゴールとする「川崎国際多摩川マラソン」の会場ともなり、最長でハーフマラソンのコースが設定されている。

### 未成構想
川崎市の北部（西部）と南部（東部）をつなぐ川崎縦貫高速鉄道（川崎市営地下鉄）計画を2005年に見直した際、1期整備区間の中に「等々力緑地駅」を設置し、小田急小田原線・小田急多摩線（同線との直通運転構想あり）の新百合ヶ丘駅（途中で東急田園都市線宮前平駅を経由）や武蔵小杉駅とつなぐ案が川崎市から提示された。これは同競技場やとどろきアリーナなどの等々力緑地内各施設への利用客を取り込もうとした計画で、等々力緑地駅は同競技場から最も近い鉄道駅（1km以内）になっていた。しかし、2012年度をもって川崎縦貫高速鉄道の会計が廃止され、この計画は事実上頓挫した（詳細は川崎縦貫高速鉄道の記事を参照）。

## 周辺施設

### 等々力緑地内
- 川崎市市民ミュージアム
- 川崎市とどろきアリーナ
- テニスコート
- 釣り堀
- 第1・第2サッカー場
  - 第1サッカー場は2016年4月に人工芝化とLED照明の整備が実施された。これはフロンターレが整備して川崎市が寄贈が受け、フロンターレは下部組織が一部の時間で同サッカー場を使用することになった[65]。第2サッカー場はクレー（土）のピッチである。
- 川崎市等々力球場

### その他周辺施設
- 多摩川河川敷
- まんが寺（常楽寺、日本まんが博物館）
- 富士通川崎工場

## フォトギャラリー

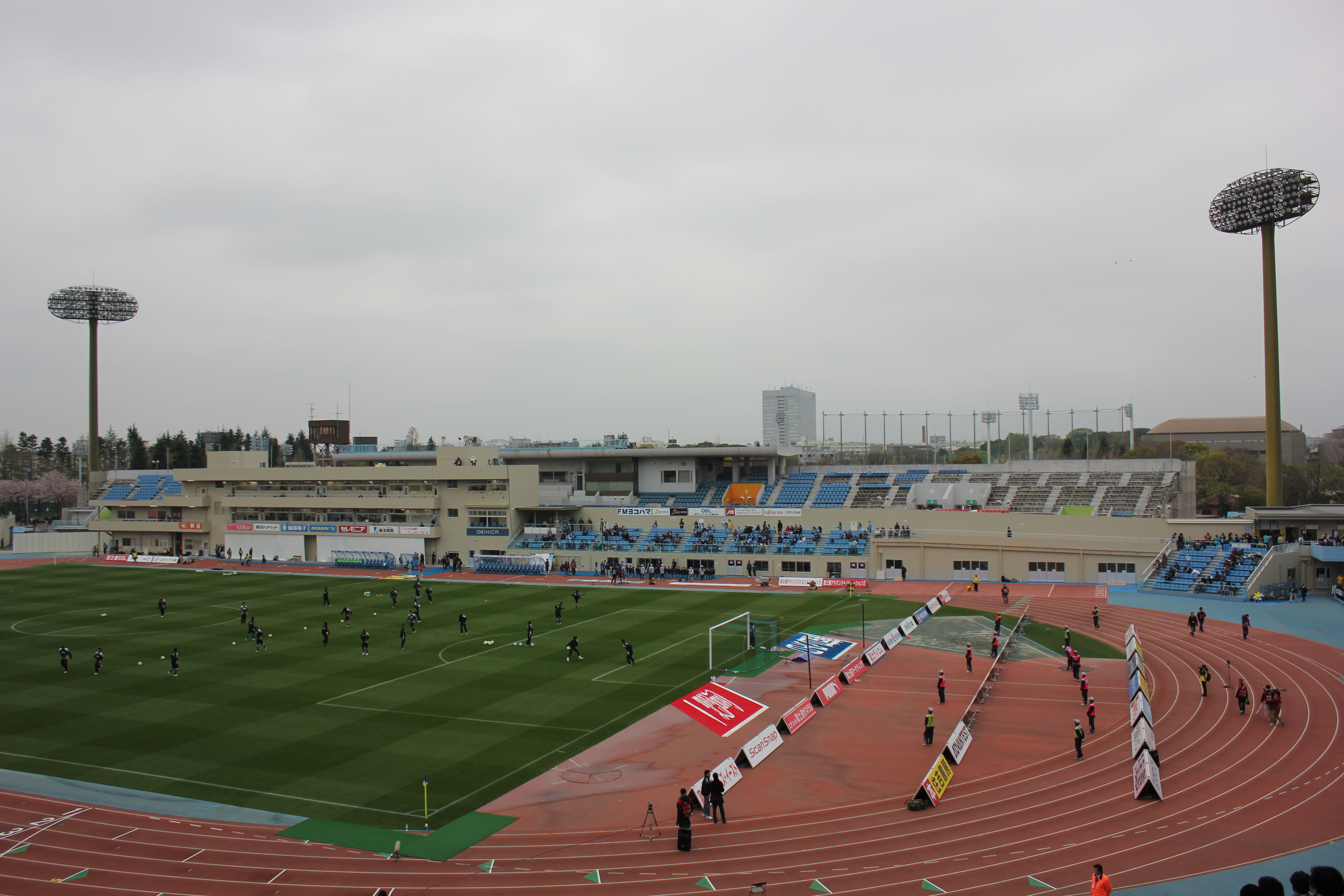
改修中のメインスタンド。前方が仮設スタンド。後方が取り壊し中の旧スタンド
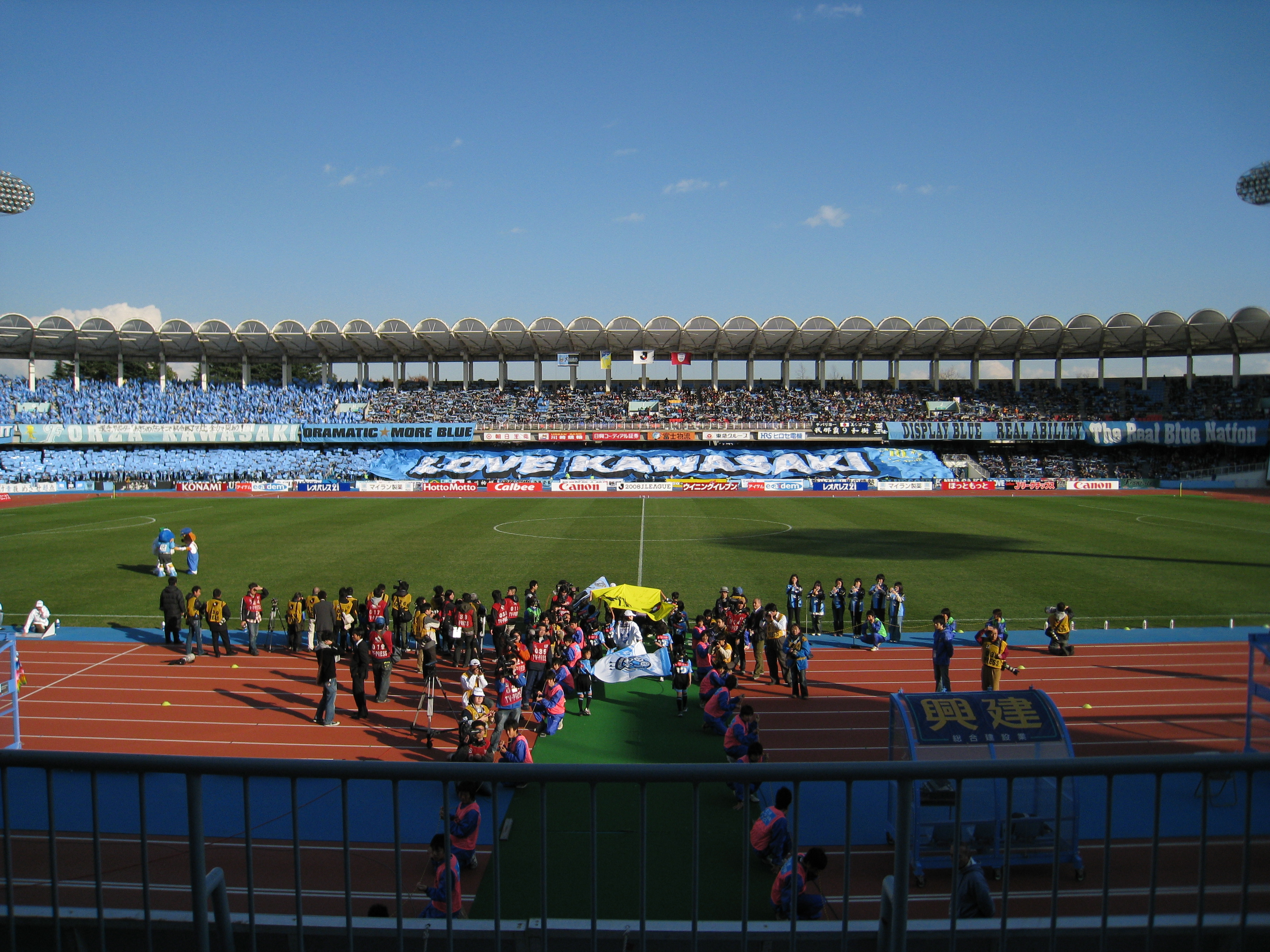
選手入場時。バックスタンド1階にはフロンターレサポーターによるビッグフラッグが掲示中。
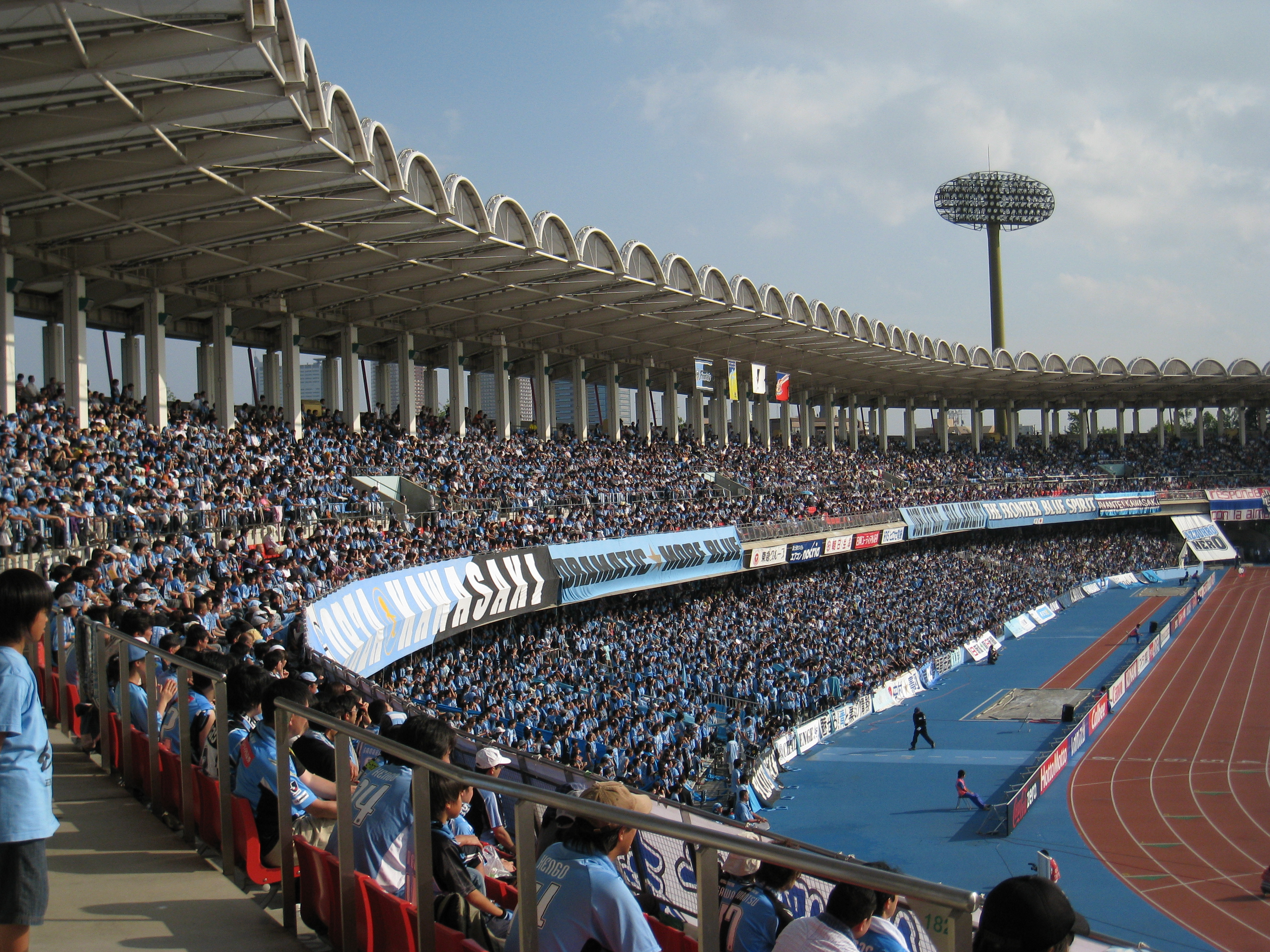
ホーム側のバックスタンド2階席からアウェイ側バックスタンドを見る。
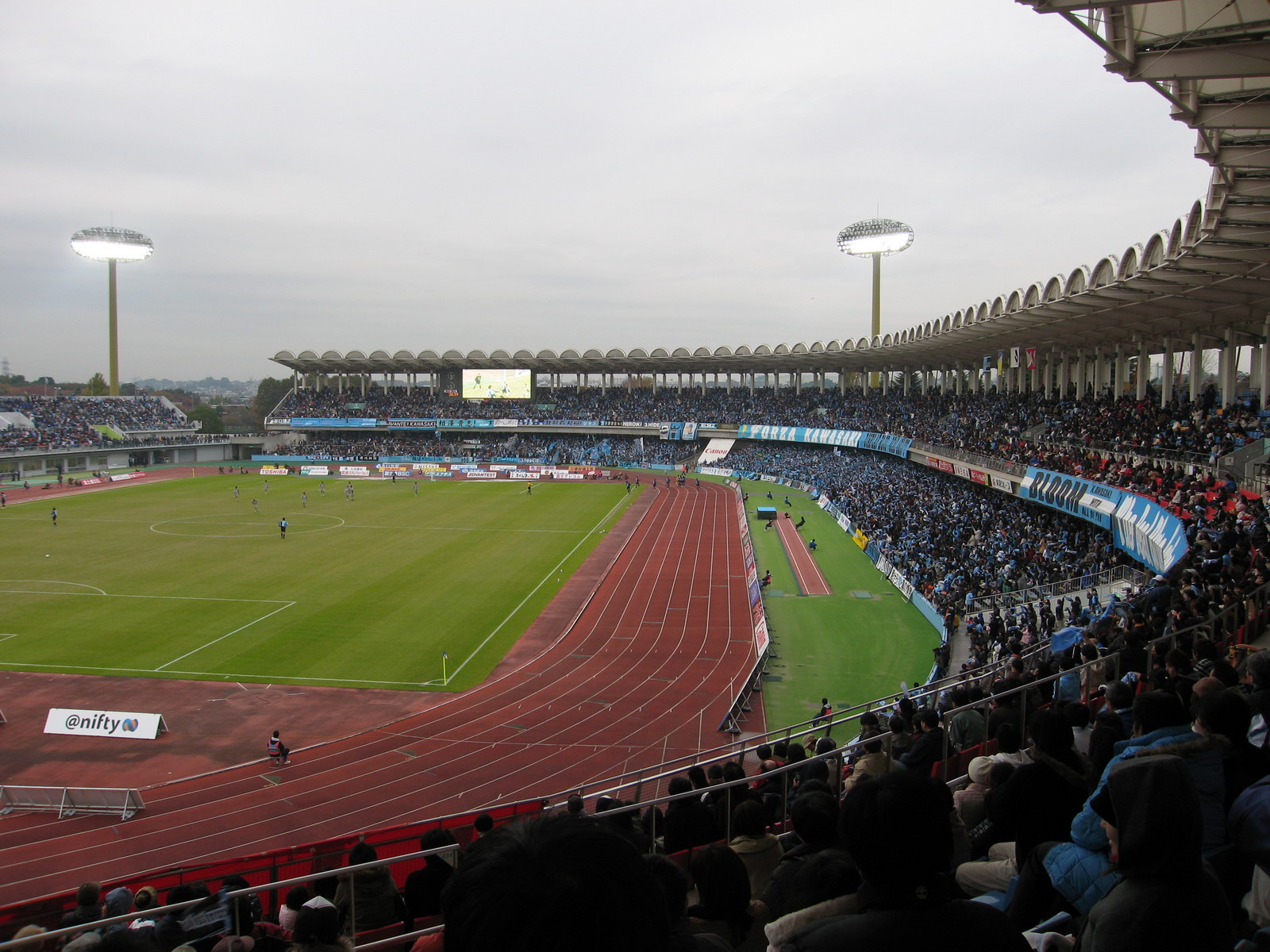
アウェイ側2階席からホーム側バックスタンドを見る。フロンターレ戦の場合、多くはこの付近がフロンターレ側サポーター（ホーム自由席）と相手側サポーター（アウェイ自由席）の緩衝帯となる。
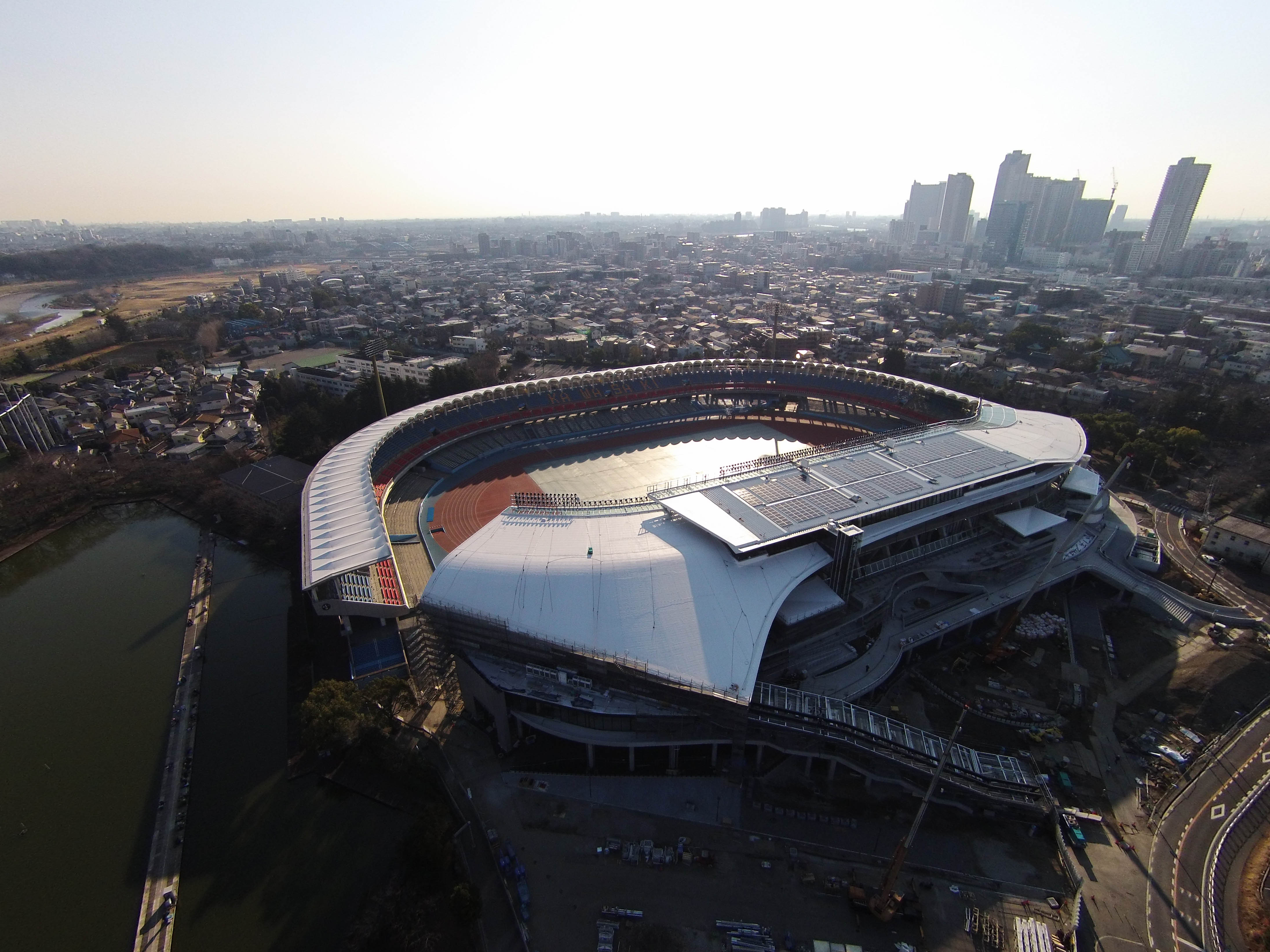
西側上空より。右側奥が武蔵小杉駅前の高層ビル群。2015年2月。
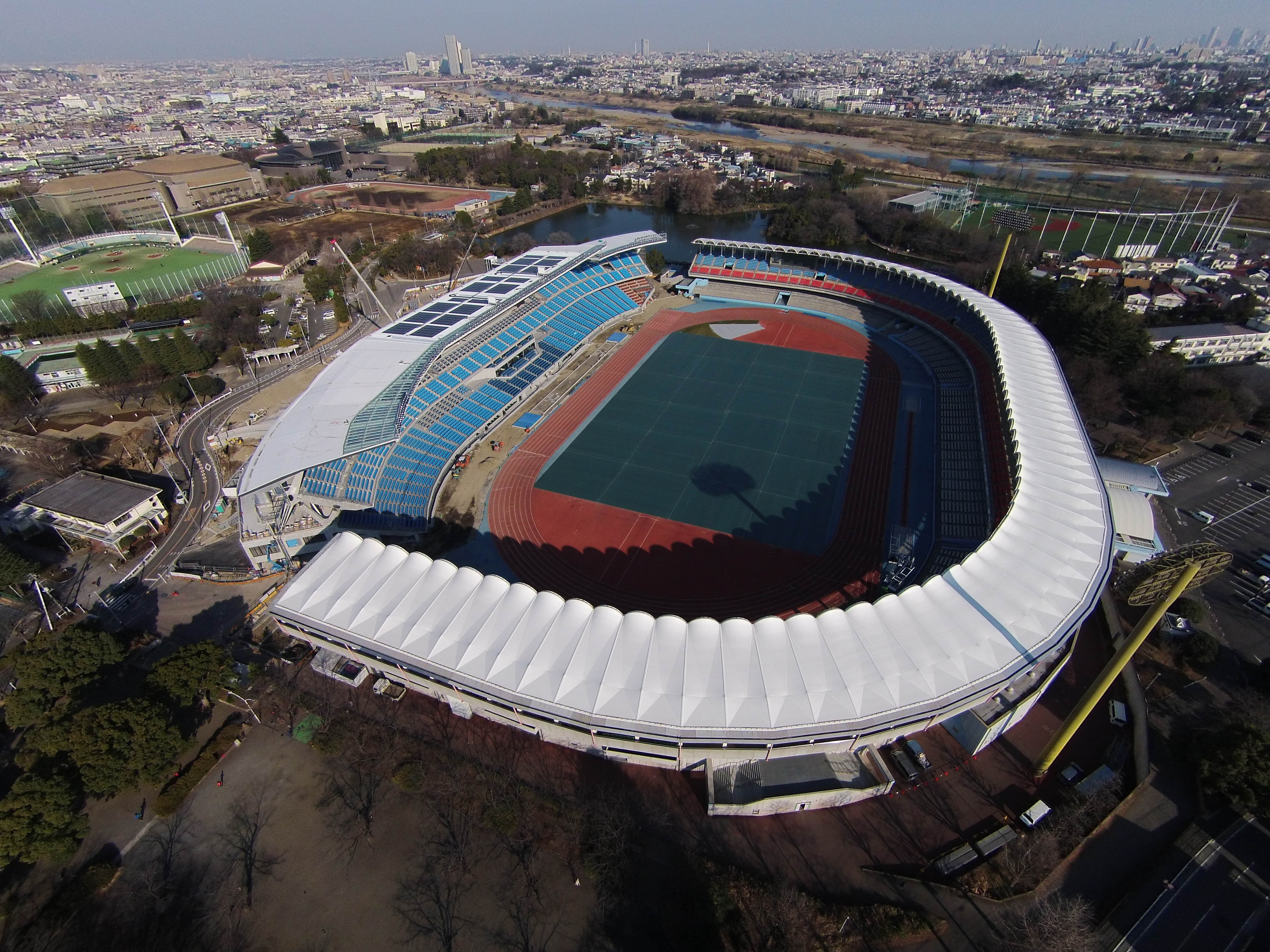
南側上空より。左側が等々力球場（改築前）。2015年2月撮影。
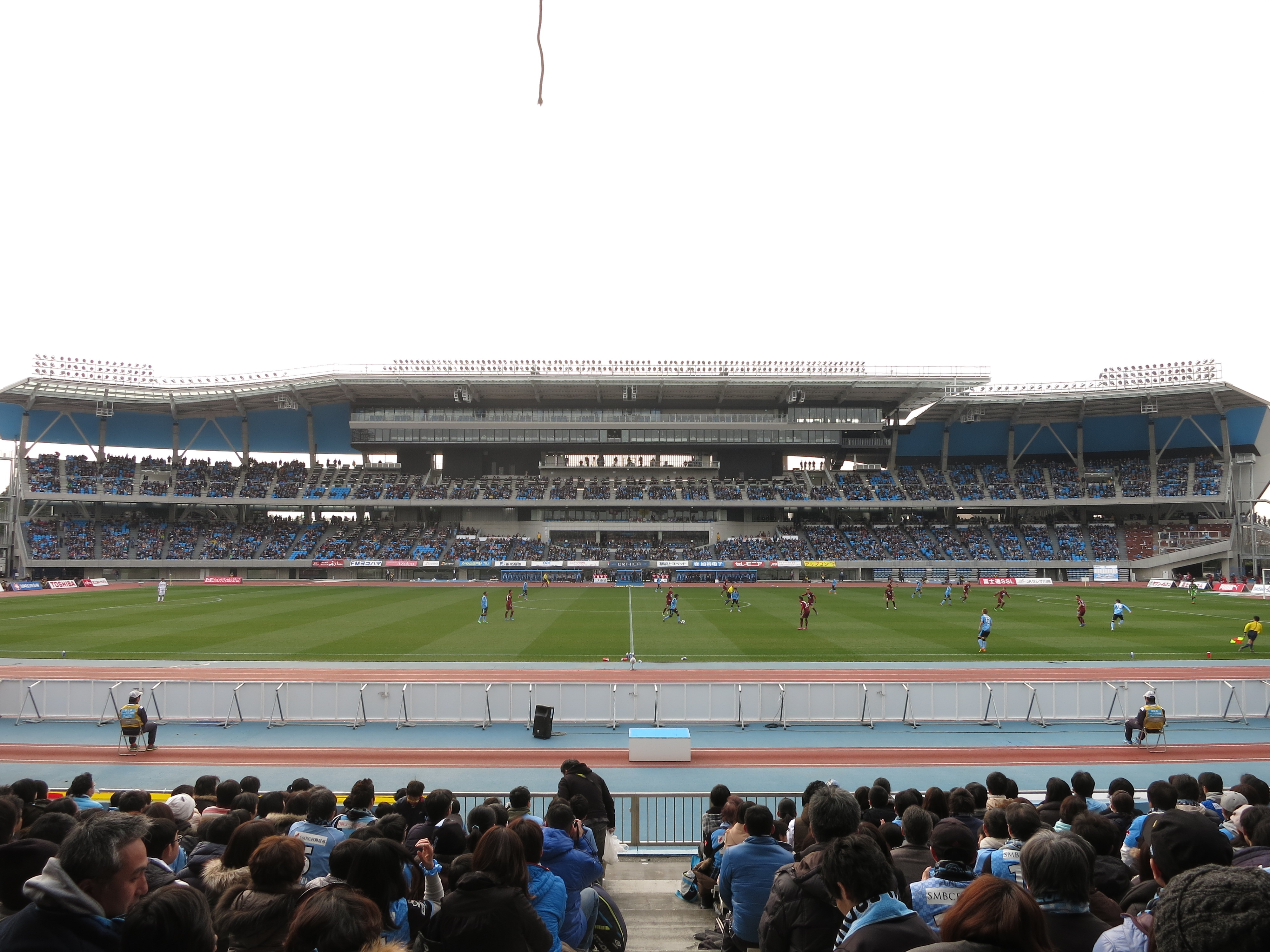
バックスタンド1階席中央からのメインスタンド全景。
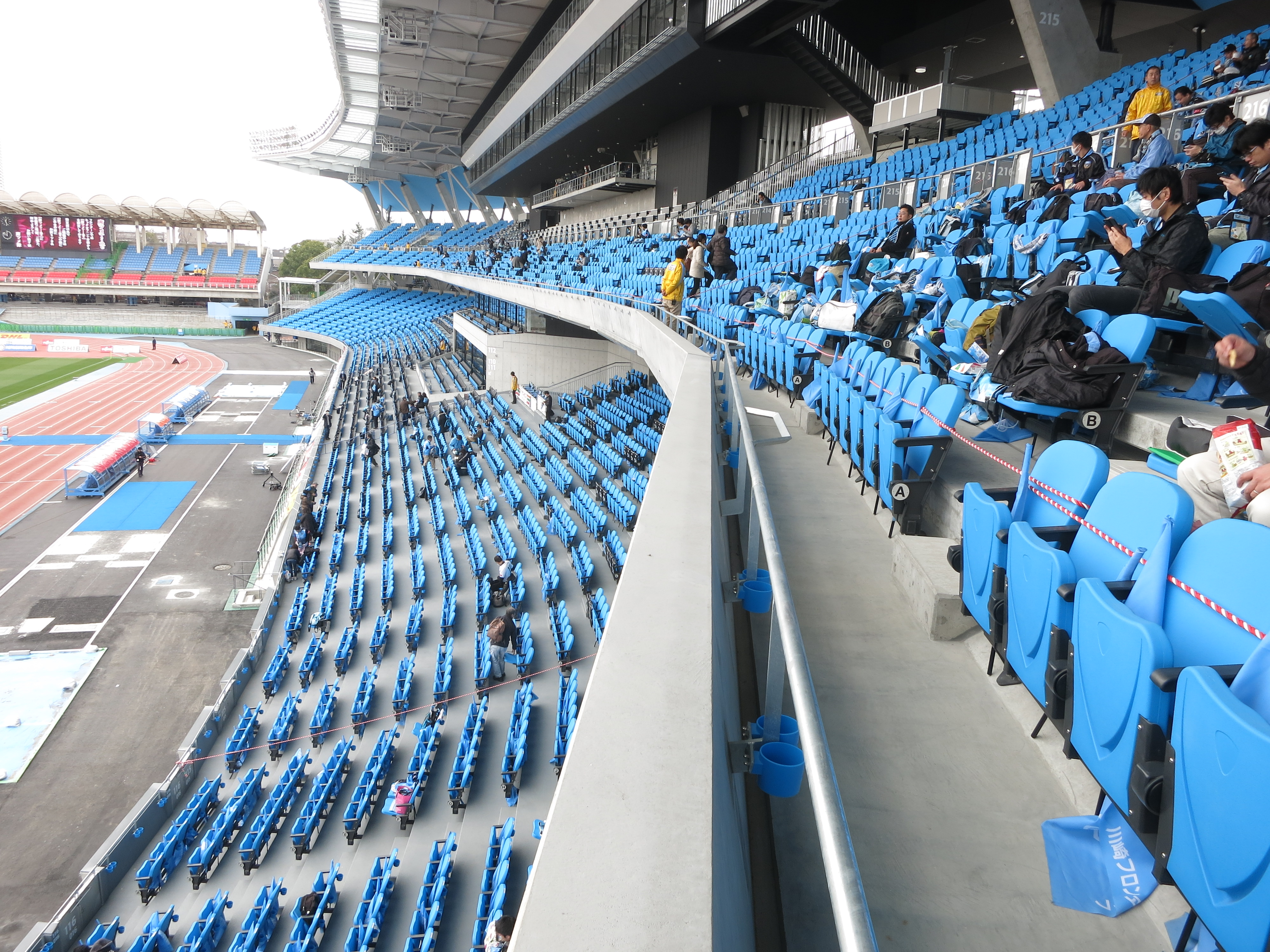
2階席の北側（ホーム側）席から見るメインスタンド。
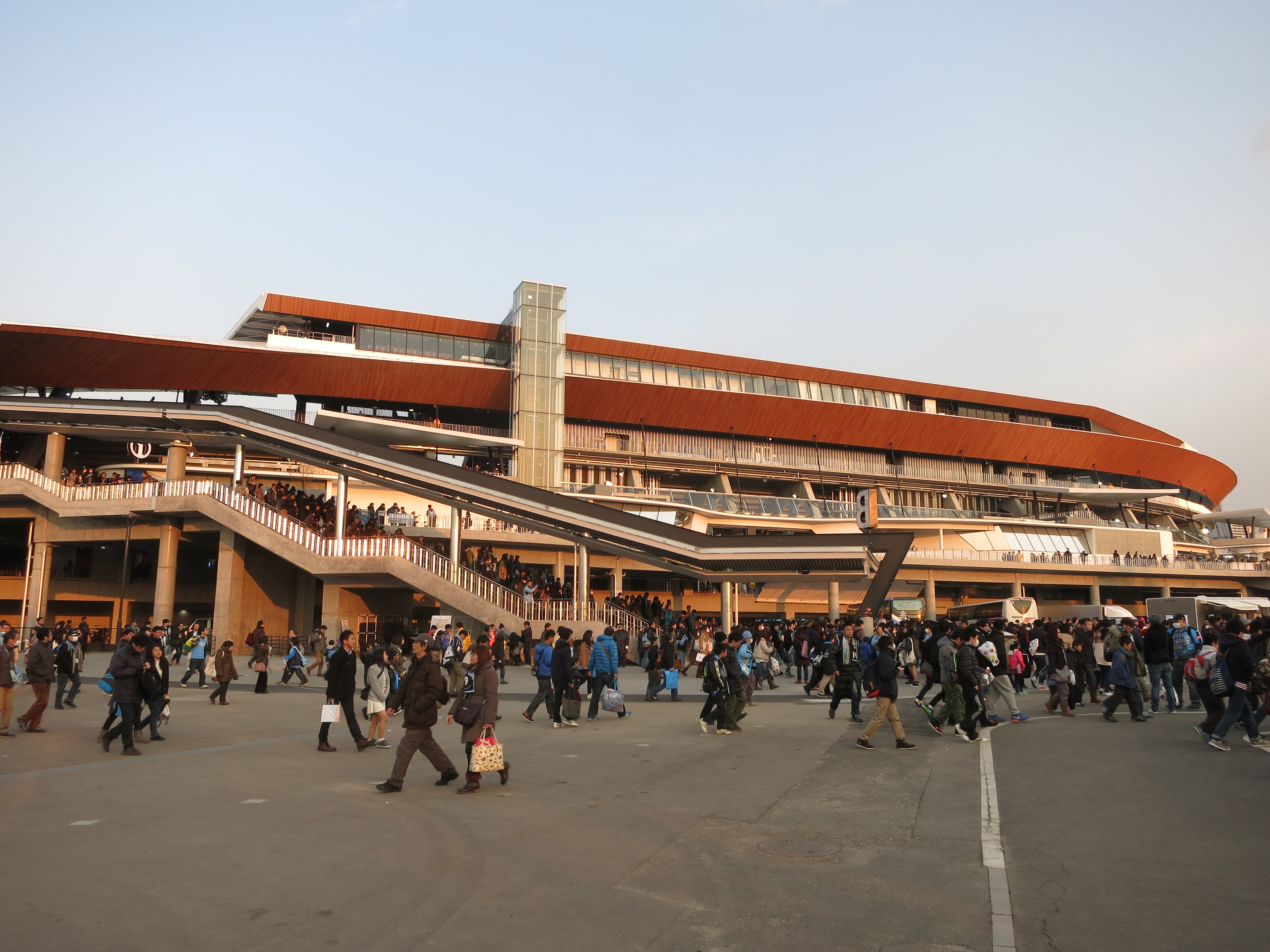
メインスタンド外観。
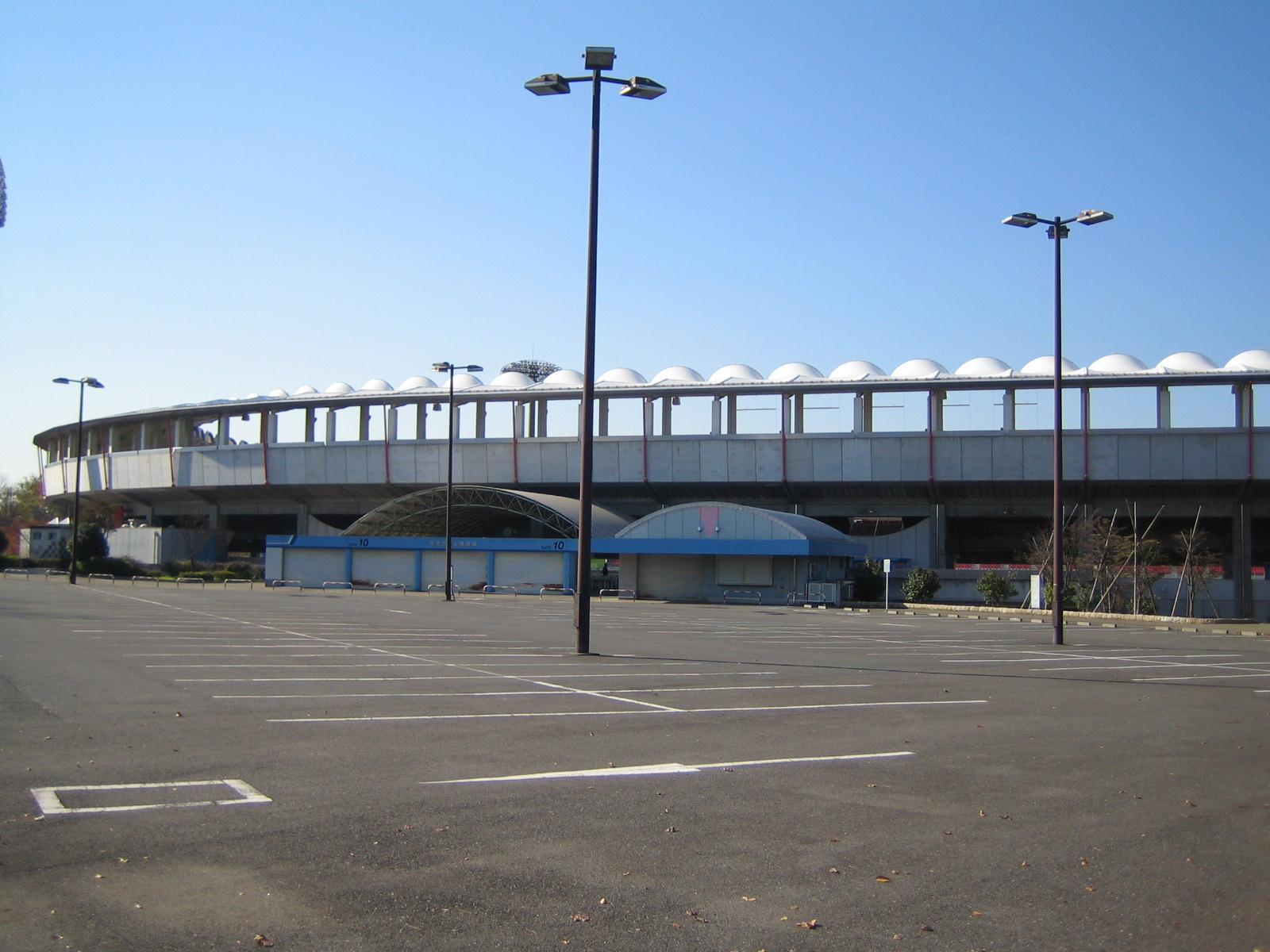
バックスタンド側から。手前に広がるのが東駐車場。
Aゲート前にあるコロ助のブロンズ像。藤子・F・不二雄ミュージアムとのコラボレーションの一環により設置[66]。

### 注記
1. ↑  フロンターレの観客動員数トップ10の中に4試合レッズ戦が含まれている。
2. ↑  クラブ設立時は稲城市が1971年の市制施行を控えた南多摩郡稲城町、川崎市は政令指定都市移行前で多摩区は未設置。
3. ↑  これについて、読売新聞社の記者として読売クラブの設立に関わり、『サッカーマガジン』でも長年記事を書いていた牛木素吉郎は、「（1993年の）何年か前に、読売新聞社社長の小林與三次氏（現会長）が、パーティーの席で川崎の市長さんに話しかけられた。『等々力の新しいスタジアムを活用するために協力してもらえないだろうか』。これに対して小林社長が『それじゃあ、うちのサッカーチームに話してみよう』と答えた。これが、きっかけだった。等々力は、多摩川を隔てて東京のすぐ向こう側である。だから、そんなに違和感はなかったのである。」とする記事を『サッカーマガジン』1993年12月29日号に執筆し、これを自身が主催する「ビバ！サッカー研究会」のアーカイブ内に掲載している[9]。
4. ↑  ヴェルディの等々力ホームゲームで1993年のホーム第2戦（第9節）・ガンバ大阪戦から続いた観客数1万人超え連続記録は54試合目となる1997年のホーム第3戦（第5節）・サンフレッチェ広島戦にて途切れ、経営陣が移転を決断した1999年には12試合中1試合のみとなっていた[10]。
5. ↑  前節終了時の結果でアントラーズとフリューゲルスとの間には得失点差で15点の大差があり、マスメディア各社ではアントラーズの優勝が決定的と報じられていた。
6. ↑  フロンターレの中村憲剛は2017年のJ1優勝時に「このクラブに入団したのが雨の日になると三、四千人しか集まらない2003年」と自身のブログで書いている[12]。
7. ↑  「明日も」は、SHISHAMOのヴォーカル・宮崎朝子が川崎フロンターレ戦でのサポーターの応援に心を打たれて作ったものであるといい[18]、同局のPV（フカツマサカズ監督）[19] も、PV撮影としては初めて等々力陸上競技場のフィールド内を使用して行われた[18]。
8. ↑  この大規模改修に伴い、フロンターレは2001年シーズン終盤のJ2公式戦4試合を長野市営陸上競技場と東京都内の3会場（江戸川・西が丘・町田）で開催した。
9. ↑  トヨタカップでは2002年にレアル・マドリード、2003年にACミランが練習で使用し、サインボールやユニフォームなどを残している[23]。
10. ↑  このうち、投てき競技のみは補助競技場を使用する。
11. ↑  サッカーでは現在のイギリス（連合王国）を構成する4地域が独自の協会を持ち、それぞれの代表チームを有しているが、女子についてはイングランド代表のメンバーや成績を元にした「イギリス女子代表」が編成されることになり、東京オリンピックへの出場権を獲得した。男子では「イギリス男子代表」の編成は見送られ、出場しないことになった。
12. ↑  この他、川崎市内では川崎市スポーツ・文化総合センター（カルッツ川崎）と川崎富士見球技場（富士通スタジアム川崎）をイギリスパラリンピック選手団が使用[25]。
13. ↑  第二期整備に着手するために市債の繰上償還が必要となるため。
14. ↑  本来、急勾配の観客席は陸上競技を見るのには不向きであるが、川崎市陸上競技協会が『フロンターレが最も使用するわけだし、陸上競技で上層スタンドを開放することはめったにないから』との理由でこの構造を容認したという[34]。
15. ↑  スタジアムの定める公称収容人員である27,495人から、Jリーグの定める実勢入場可能人数の考え方に沿って、見切り席や記者席・来賓席など、一般発売しない座席などを省いた数値。なお当日の実際の収容可能人数は、ホームとアウェーの緩衝地帯（一部立ち入り禁止区域）などにより、若干変動が生じる。
16. ↑  2016年度までは、「個別席を完備したスタジアムの使用を強く勧告する」としていた
17. ↑  実際にはACLグループステージに進出したため、ルヴァンカップのシード対象となり、同大会のグループステージ参加は免除された。
18. ↑  2016年リオデジャネイロオリンピックで陸上競技のメイン会場として使用されたエスタジオ・オリンピコは青色のトラックだった。一方、2020年東京オリンピックのメイン会場として使用される国立競技場は旧競技場（霞ヶ丘競技場）を引き継いだレンガ色のトラックとなる。
19. ↑  東急と前田建設工業合弁のPPP/PFIマネジメント会社